# Franc Knez
Franc Knez, conosciuto nelle cronache alpinistiche come Franček Knez (Celje, 15 luglio 1955 – Harje, 6 ottobre 2017), è stato un alpinista sloveno.
Schivo e modesto, mai al centro dei riflettori, è considerato da colleghi ed esperti del settore come uno dei più forti esponenti della rivoluzione degli anni ottanta. Fece parte della generazione di alpinisti sloveni che dalla seconda metà degli anni settanta (quando la Slovenia faceva ancora parte della Jugoslavia) si mise in luce con realizzazione di vertice in tutti i continenti, assieme a Tomo Česen, Silvo Karo (che lo definì "il guru dell'alpinismo sloveno moderno"), Janez Jeglič, Slavko Svetičič e diversi altri.

## Esordi
Iniziò a scalare a 18 anni e in meno di 30 anni di carriera collezionò più di 7350 salite e 998 prime ascensioni. Ben trentaquattro sono le vie sulla parete nord del Tricorno salite in solitaria.
Entrato a far parte dell'élite alpinistica nazionale con una serie di vie sull'arco alpino, poté così partecipare a spedizioni extraeuropee, malgrado dovesse mantenersi lavorando in fabbrica, come buona parte dei suoi colleghi sloveni.

## Spedizioni extraeuropee
Nel 1978 è sul Huascarán mentre nel 1979 partecipa alla nuova via slovena sulla cresta Ovest dell'Everest.
Nel 1980 Knez e Vanja Matijevec salgono la parete sud del Lhotse, dove è da poco scomparso in una valanga Nicholas Jaeger, ma a 8250 metri sono costretti ad aggirare il muro terminale. Nello stesso anno i due vincono la parete sud del Dhaulagiri.
Nel 1983 è la volta della Patagonia. In un mese di sforzi vessati dal maltempo, con Karo e Jeglič sale il diedro in cui si congiungono la parete Est e il pilastro Nord (o pilastro Goretta) del Fitz Roy, fino a congiungersi con la via di Renato Casarotto che percorre il pilastro (Diedro del Diavolo, 900 , ED, VI+/6b, A2, 90º). I tre venivano soprannominati "i tre moschettieri" e costituirono un team alpinistico che si espresse ai massimi livelli del periodo, sia all'estero che sulle montagne domestiche (dove ad esempio aprirono 19 vie in soli due giorni).
Nella primavera del 1985 partecipò alla spedizione nazionale alla parete Nord del Kangchenjunga che costò la vita a Borut Bregant.
Seguirono due salite estreme storiche in Patagonia. Sulla est del Cerro Torre, con Karo, Jeglič, Peter Podgornik, Pavle Kozjek e il cameraman Fistravec, a cavallo del capodanno 1986 tracciarono la Direttissima dell'Inferno, che risolveva il problema alpinistico del momento (ABO, 7a+, A3, 90°, 1150 m), aperta tra una bufera e l'altra in ben 35 giorni.
Tra novembre e dicembre 1986 salì con Karo e Jeglič Psycho Vertical (ABO, 6c, A3, 90°,950 m), via estrema che affronta il diedro che caratterizza la parete Sud-Est della Torre Egger. Percorsa con difficoltà una pericolosa prima parte progredendo per poche decine di metri al giorno, spesso nel maltempo, una volta esaurite le corde fisse dopo 550 metri i tre si trovarono a dover decidere cosa fare. Compirono quindi il resto della salita in un unico balzo, arrampicando continuativamente dalle 3 della mattina del 7 dicembre alle 8 della sera, per poi ritornare al campo base con l'ausilio delle lampade frontali solo all'una del mattino successivo. Infine un paio di giorni dopo i tre con Roberto Pe tracciarono Grey-Yellow Arrow (ED, 7a+/A0, 500 m) sulla solida roccia della parete nord di El Mocho.
Nel 1987 con Slavko Cankar e Bojan Srot aprì la via degli jugoslavi (oggi conosciuta come "via slovena"), sulla Nameless Tower (6239 m) di Trango, (900 m/VI,5.11, A0), percorsa già in apertura in buona parte in arrampicata libera e liberata completamente l'anno dopo da Kurt Albert e Wolfgang Güllich (con difficoltà dichiarate di VIII+).
L'anno successivo con Andreja e Martin Hrastnik sempre in Himalaya aprì in stile alpino due vie sulla parete Est del Meru nel Garhwal fino all'VIII grado di difficoltà.
Nel 1989 sempre nel Garwhal con Martin Hrastnik percorse sulla parete Sud-Ovest del Bhagirathi II una via di 600 m di VIII+ assai rischiosa per la caduta di pietre, denominata appunto Rolling stones.
Nel 1993 si salvò miracolosamente da una valanga che travolse lui e Slavko Svetičič sull'Annapurna I.

## Attività nelle Alpi europee
Nel 1982 compì la salita della nord dell'Eiger in sei ore, al tempo record di velocità. Vi aprì anche la via Fortuna nel 1985. Completò la nota trilogia delle Nord delle Alpi con la salita di I tre moschettieri sulla Nord del Cervino, avendo già aperto nel 1977 due vie nuove sulle Grandes Jorasses nel 1977 e nel 1980. Nel 1983 percorse in solitaria la storica via Bonatti al Petit Dru.
Nel 1986 con Freser aprì Venere (800 m, 6c+) sulla Sud della Marmolada. Durante gli anni ottanta e novanta tracciò numerose vie di alta difficoltà sulle montagne di casa, come Korenina ("Radice") sulla nord del Triglav nel 1992 (VIII+), Izziv ("Sfida") sull'Ojstrica e Nebeški zvonovi ("Campane celesti") sul Golarjeva peč nel 1993 (entrambe VIII+).
Nell'estate del 1990 aprì diverse vie di roccia, tra le quali la via Killer (VIII+) sulla parete Sud della Cima Piccolissima e Moč misli ("il potere della mente", 450 m, IX-) sulla Nord della Cima Grande di Lavaredo, a sinistra della via Comici, su roccia marcia e protezioni classiche scarse e aleatorie.

## Anni duemila
Nell'aprile del 1999 subì un grave incidente per una caduta in allenamento, a seguito del quale fu operato più volte alla spina dorsale. Malgrado ciò dopo qualche anno riprese ad arrampicare e nel 2005 aprì una via di VIII grado nelle Alpi slovene.
Nel 2008 pubblicò con la casa editrice Sanje un'autobiografia dal titolo Ožarjeni kamen ("Roccia al sole").
Il 22 dicembre 2010 il Presidente della Repubblica Slovena, Danilo Türk, conferì a Knez e Silvo Karo l'alta decorazione dell'Ordine al Merito.